# Проезд Досфлота
Прое́зд Досфло́та (название с 26 августа 1960 года) — улица в районе Южное Тушино Северо-Западного административного округа города Москвы.

## Название
Проезд получил своё название 26 августа 1960 года по размещавшемуся здесь правлению ДОСФЛОТа (Добровольное общество содействия флоту), позднее вошедшего в ДОСААФ.

## Описание
Проезд Досфлота проходит от улицы Свободы на восток, поворачивает на север, пересекает Лодочную улицу, проходит вдоль берега Химкинского водохранилища, поворачивает на запад и снова выходит на улицу Свободы.

## Примечательные здания и сооружения
По чётной стороне:
- д. 2/4 — гинекологическая больница № 2;
- д. 2, c. 1 — общежитие (снесено, идет строительство дома по Реновации);
- д. 4, к. 1 — медико-санитарная часть № 143 (снесена, идет строительство дома по Реновации);
- д. 10. стр. 1 — гостиница «Трудовые резервы» (снесена); Ныне ЖК Досфлота 10
- д. 10, стр. 3 — стадион «Трудовые Резервы»;
- д. 16, к. 1 — жилой комплекс «Захарково».

## Транспорт

### Наземный транспорт
По проезду Досфлота не проходят маршруты наземного общественного транспорта. У юго-западного конца проезда, на улице Свободы, расположена остановка «ДК „Салют“» автобусов 62, 96, 102, 248, 678, т70; на Лодочной улице, у пересечения с проездом, — остановка «Улица Фабрициуса» автобусов 248, Т; у северного конца проезда, на улице Свободы, — остановка «Парусный проезд» автобусов 96, 102, 678, Т, т70.

### Метро
- Станция метро «Сходненская» Таганско-Краснопресненской линии — северо-западнее проезда, на пересечении Химкинского бульвара и бульвара Яна Райниса с улицей Героев Панфиловцев и Сходненской улицей.